# San-Lorenzo
San-Lorenzo (en cors San Lurenzu) és un municipi francès, situat a la regió de Còrsega, al departament d'Alta Còrsega. L'any 1999 tenia 106 habitants.

## Demografia
| 1962 | 1968 | 1975 | 1982 | 1990 | 1999 |
| ---- | ---- | ---- | ---- | ---- | ---- |
| 194  | 205  | 153  | 159  | 91   | 106  |

## Administració
| Període | Identitat               | Partit | Qualitat |  |
| ------- | ----------------------- | ------ | -------- |  |
| 2001-   | Pierre-François Negroni |        |          |  |